# Princess Zelda
Princess Zelda (ゼルダ姫, Zeruda-hime) is een personage uit de computerspelserie van The Legend of Zelda. Ze is tevens een lid uit Hyrule's koninklijke familie en speelt een integrale rol in de geschiedenis van Hyrule. Alhoewel ze de titelrol speelt in de serie, bestuurt de speler enkel de held Link, een jongen van het Hylian ras, net als zij, afkomstig uit het bos. Gewoonlijk wordt Zelda in de meeste spellen gekidnapt en gevangengenomen door de kwaadaardige antagonist Ganondorf (ook bekend als Ganon), zodat Link haar moet bevrijden en kwaad moet verdrijven. In sommige spelen komt Zelda voor als een van de sages (verzamelnaam voor wijze mannen en vrouwen). In latere titels verschijnt de prinses ook in de vorm van een profeet en in Ocarina of Time en The Minish Cap beschikt ze over bepaalde magische krachten en maakt ze gebruik van krachtschilden.

## Zelda's alter ego's

### Sheik
Sheik is een personage in The Legend of Zelda: Ocarina of Time en is een alter ego van Prinses Zelda. In het spel deed Zelda zich voor als een Sheikah en noemde ze zichzelf Sheik. Ze verscheen in een blauw pak met het rood Sheikah-oog in het midden. Hierdoor was ze incognita en zou niemand haar herkennen. Sheik bespeelt een harp en leerde Link verschillende nieuwe liedjes, die hij kon spelen op de Ocarina of Time. De liedjes zouden hem helpen in zijn avontuur in Hyrule. Aan het eind van het spel gebruikte Sheik de Triforce der Wijsheid om haar ware gedaante aan Link te tonen. Hierdoor merkte Ganondorf haar op en ontvoerde haar uiteindelijk toch. Link trok op pad om Prinses Zelda te redden en Ganon te verslaan in een eindduel.

### Tetra
Tetra is een sarcastische piratenleidster, die voor het eerst opdook in The Legend of Zelda: The Wind Waker en Link te hulp sloeg in zijn avontuur op de Grote Zee. Haar moeder stierf enkele jaren voordat de gebeurtenissen uit The Wind Waker plaatsvonden. Hierdoor zou Tetra het leiderschap over de piraten overnemen. In het spel wordt Aryll door haar 'schuld' ontvoerd door de Helmaroc King en gevangengenomen in een cel in het Forsaken Fortress, de thuisbasis van Ganondorf.
Later werd haar ware identiteit bekendgemaakt in Hyrule Castle, op de bodem van de Grote Zee: Ze is niemand minder dan Prinses Zelda, het laatste lid uit de koninklijke familie van Hyrule. Vóór deze gebeurtenis wist Tetra niet dat zij Zelda was; ze wist evenmin van Hyrule, het Meester Zwaard en de Held des Tijds, maar droeg een ketting rond haar hals met een groot stuk van de Triforce der Wijsheid aan.
In Japan verscheen het spel Tetra's Trackers, een stuk uit Four Swords Adventures. Ze kwam eveneens voor in de sequel van The Wind Waker, Phantom Hourglass.

## Games met Zelda

### The Legend of Zelda
- The Legend of Zelda (Jpn 1986-USA 1987/NES)
- Zelda game & watch (1989/Game & Watch Multiscreen)
- Zelda II: The Adventure of Link (Jpn 1987-USA 1988/NES)
- The Legend of Zelda: A Link to the Past (Jpn 1991-USA 1992/SNES)
- The Legend of Zelda: Link's Awakening (Jpn 1993-USA 1993/GBC)
- The Legend of Zelda: Ocarina of Time (Jpn 1998-USA 1998/N64)
- The Legend of Zelda: Oracle of Seasons (Jpn 2001-USA 2001/GBC)
- The Legend of Zelda: Oracle of Ages (Jpn 2001-USA 2001/GBC)
- The Legend of Zelda: A Link to the Past/Four Swords (2001/GBA)
- The Legend of Zelda: The Wind Waker (Jpn 2002-USA 2003/GCN)
- The Legend of Zelda: The Minish Cap (Jpn 2004-USA 2004/GBA)
- The Legend of Zelda: Four Swords Adventures (2005/GCN)
- The Legend of Zelda: Twilight Princess (Jpn 2006-USA 2006/NGC/Wii)
- The Legend of Zelda: Phantom Hourglass (Jpn 2007-USA 2007/NDS)
- The Legend of Zelda: Spirit Tracks (Jpn 2009-USA 2009/NDS)
- The Legend of Zelda: Ocarina of Time 3D (Jpn 2011-USA 2011/3DS)
- The Legend of Zelda: Skyward Sword (Jpn 2011-USA 2011/Wii)
- The Legend of Zelda: The Wind Waker HD (Jpn 2013-USA 2013/Wii U)
- The Legend of Zelda: Breath of the Wild (2017/Wii U/Switch)
- The Legend of Zelda: Tears of the Kingdom (2023/Switch)

### Overig
- Link: The Faces of Evil (1993/Philips CD-i)
- Zelda: The Wand of Gamelon (1993/Philips CD-i)
- Zelda's Adventure (1994/Philips CD-i)
- Super Smash Bros. Melee (Jpn 2002-USA 2002)
- Super Smash Bros. Brawl (Jpn 2008-USA 2008)
- Super Smash Bros. voor 3DS en Wii U
- Hyrule Warriors
- Super Mario Maker als Amiibo-kostuum
- Super Smash Bros. Ultimate

## Trivia
- De harp die Sheik gebruikt, is dezelfde harp als degene die Zelda in haar bezit heeft in The Legend of Zelda: Skyward Sword.
- Het haar van Anjean, een Lokomo uit The Legend of Zelda: Spirit Tracks, is hetzelfde haar als dat van Tetra uit The Legend of Zelda: The Wind Waker en The Legend of Zelda: Phantom Hourglass. Anjean heeft ook dezelfde typische knipoog als Tetra.
- Zelda Williams is vernoemd naar dit gamepersonage.